# Грегорі Гофманн
Грегорі Гофманн (нім. Grégory Hofmann; 13 листопада 1992, Біль, Швейцарія) — швейцарський хокеїст, центральний нападник, який виступає за «Цуг» (Національна ліга А) з 2015 року.

## Ігрова кар'єра
Грегорі вихованець клубу ХК Ла Шо-де-Фон, за який він виступав в елітній Національній лізі А з 2006 року. З сезону 2007/08 років виступає за ХК Амбрі-Піотта, в складі юнацької та молодіжної команди, в сезоні 2009/10, дебютує в основному складі (провів лише один матч). В наступних двох сезонах є постійним гравцем основи — 75 матчів, набрав 18 очок (8 + 10). 
У драфті НХЛ 2011 був обраний в третьому раунді, під 103-м номером клубом «Кароліна Гаррікейнс».
Гофманн виступав в складі юнацької, юніорської та молодіжної збірної Швейцарії (в тому числі на чемпіонатах світу).
З сезону 2012/13 виступає у складі «Давос», є одним з провідних гравців клубу, брав участь в міжнародному турнірі Кубок Шпенглера у 2012 році.
15 квітня 2015 року Грегорі підписує чотирирічний контракт з клубом «Лугано».
3 грудня 2018 року Гофманн переходить до команди «Цуг» уклавши з нею чотирирічний контракт.
Першу половину сезону 2021–22 швейцарець провів у складі клубу НХЛ «Колумбус Блю-Джекетс».
14 січня 2022 року Грегорі повернувся до клубу «Цуг».
З 2012 року залучається до складу національної збірної — провів 40 матчів.

## Нагороди та досягнення
- Чемпіон Швейцарії в складі клубу «Давос» — 2015.
- Чемпіон Швейцарії в складі клубу «Цуг» — 2021, 2022.